# Nischni Mordok
Nischni Mordok (russisch Нижний Мордок) ist ein Dorf (selo) in der Oblast Kursk im Westen Russlands. Es gehört zum Rajon Gluschkowo und ist Sitz der Landgemeinde (selskoje posselenije) Nischnemordokski selsowjet.

## Geographie
Der Ort liegt gut 110 km Luftlinie südwestlich des Oblastverwaltungszentrums Kursk im südwestlichen Teil der Mittelrussischen Platte, 7 km nordöstlich des Rajonverwaltungszentrums Gluschkowo, 15 km von der Grenze zwischen Russland und der Ukraine.

### Klima
Das Klima im Ort ist wie im Rest des Rajons kalt und gemäßigt. Es gibt während des Jahres eine erhebliche Niederschlagsmenge. Dfb lautet die Klassifikation des Klimas nach Köppen und Geiger.

## Bevölkerungsentwicklung
| Jahr | Einwohner |
| ---- | --------- |
| 2002 | 440       |
| 2010 | 367       |

Anmerkung: Volkszählungsdaten

## Verkehr
Nischni Mordok liegt 2,5 km von der Straße regionaler Bedeutung 38K-040 (Chomutowka – Rylsk – Gluschkowo – Tjotkino – Grenze zur Ukraine), an der Straße interkommunaler Bedeutung 38N-714 (38K-040 – Jurassowo) und 9,5 km von der nächsten Eisenbahnhaltestelle 341 km (Eisenbahnstrecke 322 km – Lgow-Kijewskij) entfernt.
Der Ort liegt 155 km vom internationalen Flughafen von Belgorod entfernt.